# Satyrus syriaca
Satyrus syriaca är en fjärilsart som beskrevs av Rühl 1894. Satyrus syriaca ingår i släktet Satyrus och familjen praktfjärilar. Inga underarter finns listade.